# Ngòi nổ cận đích

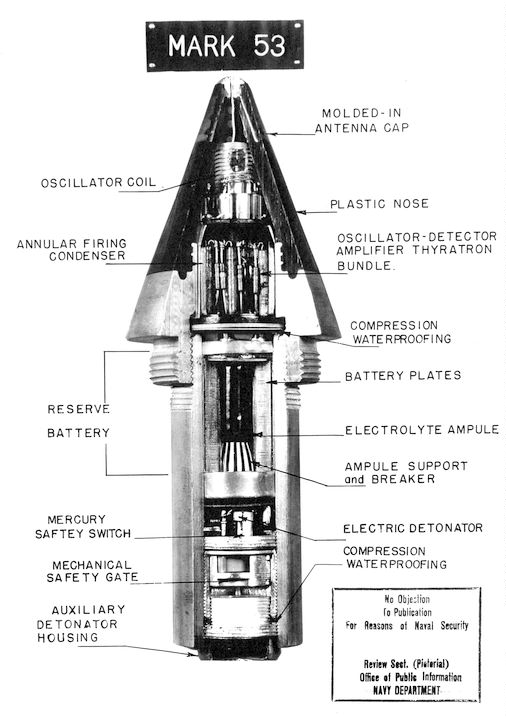
Ngòi nổ cận đích MK53 đã được tháo rời khỏi đạn pháo, được đưa vào trang bị từ những năm 1950

Ngòi nổ cận đích (proximity fuze) (hay fuse) là một loại ngòi nổ kích nổ đầu đạn tự động khi khoảng cách từ đạn đến mục tiêu nhỏ hơn khoảng cách định trước. Ngòi nổ cận đích được thiết kế để chống lại các mục tiêu như máy bay, tên lửa, tàu, và các lực lượng mặt đất. Loại ngòi nổ này có cơ chế phức tạp hơn ngòi nổ chạm đích hoặc ngòi nổ hẹn giờ. Ngòi nổ cận đích tăng độ sát thương lên từ 5 đến 10 lần so với các loại ngòi nổ khác.

## Bối cảnh
Trước khi phát minh ra ngòi nổ cận đích, việc kích nổ đạn được tiến hành khi đạn chạm vào mục tiêu, bằng cách cài đặt thời gian bay (hẹn giờ) của đạn trước khi bắn hoặc bằng máy đo độ cao. Tất cả các phương pháp kích nổ đạn này đều có nhược điểm. Khả năng đạn đánh trúng vào mục tiêu cỡ nhỏ đang di chuyển là rất thấp, đạn pháo lắp ngòi nổ va chạm khi bắn trượt mục tiêu sẽ không phát nổ. Ngòi nổ hẹn giờ hoặc đo cao cần phải có sự ước lượng chính xác của pháo thủ và ngòi nổ phải rất chính xác về thời gian. Nếu một trong hai không chính xác, thì ngay cả khi đi đúng hướng, đạn pháo/ tên lửa cũng sẽ có khả năng kích nổ sớm hoặc kích nổ muộn sau khi bay qua mục tiêu. Khi Đức bắt đầu không kích Anh (1940-1941), lực lượng phòng không Anh đã sử dụng trung bình xấp xỉ 20.000 viên đạn pháo để bắn rơi một máy bay của Đức. Một ước tính khác cho rằng tối đa 100.000 hoặc ít nhất là 2.500 viên đạn pháo được sử dụng để bắn hạ một máy bay. Với ngòi nổ cận đích, đạn pháo hoặc tên lửa phòng không chỉ cần bay đến đủ gần mục tiêu là đạn sẽ được kích hoạt. Ngòi nổ cận đích đã khiến việc đánh chặn máy bay trở nên đơn giản hơn so với các phương pháp cũ.
Đạn nổ cận đích cũng hữu dụng khi chống lại các đơn vị bộ binh đối phương bằng cách kích nổ trên không phía trên mục tiêu. Đầu đạn nổ chạm sẽ kích nổ khi chạm mặt đất; nó không có độ hiệu quả cao trong chiến tranh chiến hào. Ngòi nổ hẹn giờ có khả năng được thiết lập sao cho đầu đạn được kích nổ cách mặt đất khoảng vài mét, nhưng việc tính toán ước lượng thời gian hẹn giờ ngòi nổ ảnh hưởng lớn đến độ hiệu quả của đạn và thường phải có trinh sát viên pháo binh cung cấp thông tin để điều chỉnh hẹn giờ đạn. Trong nhiều trường hợp, sẽ không thể quan sát quỹ đạo và thời gian bay của quả đạn, mặt đất có thể không bằng phẳng, và việc thiết lập có thể bị chậm trễ trong nhiều trường hợp. Ngòi nổ cận đích được trang bị trên các loại đạn pháo, đạn cối đã giúp giải quyết vấn đề này nhờ nó có thể thiết lập độ cao kích nổ từ 2, 4, hoặc 10 m bên trên mặt đất bởi khẩu đội pháo.

## Chiến tranh thế giới thứ hai
Ý tưởng về ngòi nổ cận đích từ lâu đã được coi là hữu ích khi áp dụng trong quân sự. Một số ý tưởng đã được xem xét, bao gồm các hệ thống quang học, ví dụ như infrared, và đầu đạn sẽ kích nổ khi ánh sáng phản xạ đạt đến ngưỡng nhất định. Các kỹ sư cũng thử nghiệm kích nổ đầu đạn bằng tín hiệu radio, điện dung hay cảm biến tương tự như máy dò kim loại. Do giới hạn về mặt kỹ thuật, trước chiến tranh thế giới 2, những ngòi nổ này có kích thước rất lớn, không bền và thiết kế của mạch điện đơn giản.
Các kỹ sư người Anh tại Telecommunications Research Establishment (TRE) bao gồm Samuel C. Curran, William A. S. Butement, Edward S. Shire, và Amherst F. H. Thomson đã có những ý tưởng về ngòi nổ cận đích từ những năm đầu của chiến tranh thế giới 2. Hệ thống do họ sáng chế bao gồm radar Doppler có tầm ngắn, kích thước nhỏ gọn có khả năng trang bị cho đạn pháo. Các thử nghiệm của Anh sau đó được thực hiện với đạn rocket. Tuy nhiên, các nhà khoa học người Anh không chắc liệu có thể trang bị loại ngòi nổ này cho đạn pháo phòng không hay không, ngòi nổ sẽ phải chịu gia tốc cao hơn nhiều so với thử nghiệm trên tên lửa. Người Anh đã chia sẻ kiến thức về thiết kế ngòi nổ, bao gồm cả ngòi nổ quang điện và ngòi nổ radio với Hoa Kỳ trong Sứ mệnh Tizard cuối năm 1940. Để có thể trang bị trên đạn pháo, ngòi nổ cần phải giảm thêm nữa về kích thước, để có thể chịu được gia tốc rất lớn của đạn pháo.
Hội đồng khoa học quốc phòng quốc gia đưa ra yêu cầu đối với nhà vật lý Merle A. Tuve tại Cục Địa từ trường, đồng thời cũng đẩy mạnh nghiên cứu tại Viện Tiêu chuẩn và Kỹ thuật quốc gia  (cơ quan nghiên cứu này sau này trở thành một phần của Phòng thí nghiệm Lục quân Hoa Kỳ). Công việc nghiên cứu được chia làm 2, với nhóm nghiên cứu của Tuve tập trung vào ngòi nổ lắp cho đạn pháo, trong khi những nghiên cứu của Cục tiêu chuẩn quốc gia tập trung vào nhiệm vụ đơn giản hơn là trang bị ngòi nổ cho bom và rocket. Việc nghiên cứu ngòi nổ radio được nhóm của Tuve (Còn gọi là Section T) hoàn thành tại Phòng thí nghiệm vật lý ứng dụng của trường đại học Johns Hopkins (APL). Đã có hơn 100 công ty của Mỹ tham gia chế tạo khoảng 20 triệu đạn pháo có ngòi nổ cận đích.

Ngòi nổ cận đích là một trong những phát minh quan trọng nhất của chiến tranh thế giới 2. Đây là công nghệ mật tối quan trọng và được bảo vệ ở mức tương đương với chương trình phát triển bom nguyên tử hoặc kế hoạch đổ bộ Normandy. Lewis L. Strauss đã viết,
Một trong những sự phát triển có tác động lớn nhất tới quân sự trong thế chiến 2 là ngòi nổ cận đích. Nó được sử dụng bởi cả Hải quân và Lục quân Mỹ, và cũng được lực lượng phòng không Anh sử dụng để bảo vệ London. Không một phát minh nào có thể giúp chiến thắng cả cuộc chiến, nhưng ngòi nổ cận đích xứng đáng được liệt kê trong danh sách cùng với các phát minh quan trọng khác như radar, mà nhờ có chúng mới có chiến thắng cuối cùng.

Ngòi nổ cận đích về sau đã có khả năng trang bị trên đạn pháo để kích nổ trên không, giúp tăng độ hiệu quả chống bộ binh đối phương.
Đức Quốc xã đã phát triển hơn 30 (có thể tới 50) mẫu thiết kế ngòi nổ cận đích cho đạn pháo phòng không, tuy nhiên không có mẫu nào thực sự đi vào hoạt động. Những ngòi nổ này bao gồm loại ngòi nổ âm thanh, được kích hoạt bằng tiếng động cơ, dựa trên hiệu ứng tĩnh điện, phát triển bời Rheinmetall Borsig, và ngòi nổ cận đích radio. Giữa tháng 11 năm 1939, tình báo Anh đã lấy được nguyên mẫu ngòi nổ cận đích điện dung của Đức.

### Công việc thiết kế ngòi nổ tại Anh
Khái niệm đầu tiên về radar tại Anh được đưa ra bởi William Alan Stewart Butement và P. E. Pollard, người đã phát minh ra Bộ cắm dây của radar xung vào năm 1931. Họ đã đề xuất đưa vào trang bị một hệ thống như vậy cho các đơn vị pháo bờ biển của Anh, do nó có khả năng xác định chính xác khoảng cách đến tàu chiến ngay cả trong đêm tối. Bộ chiến tranh tỏ ra không quan tâm đến khái niệm này và yêu cầu 2 ông thực hiện các nghiên cứu giải quyết các vấn đề khác.
Năm 1936, Bộ không quân tiếp quản trang viên Bawdsey Manor để phát triển radar cảnh giới Chain Home. Lục quân đột ngột tỏ ra quan tâm tới radar, và đưa Butement và Pollard tới Bawdsey để nghiên cứu radar định tầm cho pháo phòng không.
Khi dự án này chuyển từ giai đoạn phát triển sang dạng chế tạo nguyên mẫu vào cuối những năm 1930, Butement đã tỏ ra quan tâm tới ý tưởng về một ngòi nổ cận đích.
Nguyên mẫu ngòi nổ cận đích được chế tạo vào tháng 6 năm 1940, và được lắp lên rocket, với mục tiêu là các quả bóng bay. Các quả đạn rocket có gia tốc chuyển động thấp và không quay (không tạo ra lực ly tâm), nên tải trọng tác dụng lên ngòi nổ điện tử là nhỏ. Việc ứng dụng ngòi nổ cận đích lên tất cả các loại đạn pháo và đặc biệt là đạn pháo phòng không vẫn chưa thành hiện thực do loại đạn này chịu gia tốc rất lớn.
Ngay từ tháng 9/1939, John Cockcroft tại Pye Ltd. đã bắt đầu phát triển một loại ống chân không có khả năng chịu được lực lớn. Những nghiên cứu của Pye đã được chuyển giao cho Hoa Kỳ trong khuôn khổ sứ mệnh Tizard khi Mỹ bắt đầu tham gia vào cuộc chiến. Ngày 6/8/1941, nhóm của Cockcroft đã thành công trong việc chế tạo ngòi nổ cận đích có đủ độ bền để trang bị cho đạn pháo.
Để giải quyết vấn đề ngòi nổ trong ngắn hạn, năm 1940, người Anh đã đặt hàng 20.000 ống chân không cỡ nhỏ từ Western Electric Company và Radio Corporation of America vốn được sử dụng cho tai nghe trợ thính.
Tháng 9 năm 1940, trong sứ mệnh Tizard, Anh đã chia sẻ cho Hoa Kỳ các thành tựu khoa học quân sự cùng với đội ngũ các nhà khoa học Anh sang giúp Hoa Kỳ phát triển các loại vũ khí, trong đó có ngòi nổ cận đích. Những chi tiết của công nghệ mới được gửi cho Phòng thí nghiệm Hải quân Mỹ và Hội đồng nghiên cứu quốc phòng (NDRC). Các thông tin trên cũng được chia sẻ với Canada vào năm 1940 và Hội đồng nghiên cứu quốc gia của Canada đã ủy quyền nghiên cứu ngòi nổ cho một nhóm các nhà nghiên cứu tại University of Toronto.

### Những cải tiến ngòi nổ của Mỹ
Từ trước khi người Anh bắt đầu phát triển ngòi nổ cận đích, người Mỹ đã có những nghiên cứu của riêng mình, với các thí nghiệm của Richard B. Roberts, Henry H. Porter, và Robert B. Brode dưới sự dẫn dắt của Merle Tuve. Theo như những nhận định của Tuve, ngòi nổ cận đích do người Anh thiết kế khá đơn giản. Người Mỹ mới là những người đã có những cải tiến quan trọng đối với ngòi nổ cận đích chứ không phải người Anh.
Một cải tiến quan trọng được đưa ra bởi Lloyd Berkner, người đã phát triển hệ thống mạch điện truyền/thu tín hiệu độc lập. Tháng 12 năm 1940, Tuve mời Harry Diamond và Wilbur S. Hinman, Jr, của Viện Tiêu chuẩn và Kỹ thuật quốc gia (NBS) nghiên cứu ý tưởng cải tiến ngòi nổ cận đích của Berkner và phát triển một loại ngòi nổ cận đích dành cho bom và rocket chống lại Không quân Đức quốc xã.
Chỉ trong vòng 2 ngày, Diamond đã thiết kế được một ngòi nổ mới, và tiến hành thử nghiệm tại trường bắn Hải quân (Naval Proving Ground) tại Dahlgren, Virginia. Mùng 6 tháng 5 năm 1941, nhóm nghiên cứu của Cục tiêu chuẩn quốc gia đã chế tạo thử 6 ngòi nổ cho bom và đã thử nghiệm thành công.
Diamond và Hinman đã phát triển ngòi nổ cận đích radio xung doppler, sử dụng hiệu ứng Doppler của sóng radio phản xạ. Ngòi nổ cận đích sử dụng hiệu ứng Doppler đã được trang bị cho bom, rocket và đạn cối.
Giữa những năm 1940, một điệp viên Liên Xô là Julius Rosenberg đã đánh cắp một mẫu thiết kế ngòi nổ cận đích của Mỹ và chuyển nó cho Liên Xô. Tuy nhiên đây không phải là loại ngòi nổ dùng cho đạn pháo phòng không.
Ủy ban nghiên cứu quốc phòng NDRC tập trung vào nghiên cứu ngòi nổ radio sử dụng trên đạn pháo phòng, với đặc điểm làm việc phải chịu gia tốc lên đến 20.000 g so với chỉ 100 g đối với đạn rocket và còn thấp hơn nữa đối với bom thả từ máy bay. Ngoài gia tốc cực lớn, đạn pháo còn bị quay bởi khương tuyến của nòng súng đến gần 30.000 vòng/phút, tạo ra lực ly tâm rất lớn. Hợp tác với Công ty Western Electric và Công ty Raytheon, các ống trợ thính thu nhỏ đã được sửa đổi để có thể chịu được gia tốc và lực ly tâm cực lớn này. Ngòi nổ cận đích T-3 có tỉ lệ bắn chặn thành công 52% đối với các mục tiêu trên biển trong thử nghiệm vào tháng 1 năm 1942. Hải quân Hoa Kỳ chấp nhận tỉ lệ đánh chặn này của đạn. Một cuộc kiểm tra điều kiện chiến đấu mô phỏng đã được bắt đầu vào ngày 12 tháng 8 năm 1942. Các khẩu đội pháo trên tàu tuần dương USS Cleveland (CL-55) đã thử nghiệm loại đạn lắp ngòi nổ cận đích radio chống lại các mục tiêu máy bay không người lái điều khiển bằng sóng vô tuyến trên vịnh Chesapeake. 3 máy bay mục tiêu bị hạ chỉ với 4 quả đạn.
Một ứng dụng đặc biệt thành công là đạn pháo 90 mm lắp ngòi nổ hẹn giờ VT với radar theo dõi mục tiêu tự động SCR-584 và máy tính điều khiển bắn M-9. Với sự kết hợp này, Phòng không Anh đã bắn hạ nhiều bom bay V-1 tấn công London và Antwep, vốn là mục tiêu khó nhằn với súng phòng không do V-1 có kích thước nhỏ và tốc độ cao.
Ngòi nổ cận đích sử dụng hiệu ứng giao thoa để phát hiện mục tiêu. Thiết kế bao gồm bốn hoặc năm ống chân không. Một ống trong số đó sẽ là bộ tạo dao động kết nối với một ăng-ten; nó đồng thời là một máy phát và một máy thu (receiver). Tín hiệu phát ra phản xạ từ mục tiêu sẽ được ngòi nổ thu lại. Nếu mục tiêu ở gần, tín hiệu dội về sẽ lớn, biên độ của tín hiệu phản xạ tương ứng với độ gần của mục tiêu. Tín hiệu phản xạ này sẽ ảnh hưởng đến dòng điện của bộ dao động, do đó cho phép đo khoảng cách đến mục tiêu.
Tuy nhiên, mối quan hệ pha giữa sóng truyền từ bộ phát tín hiệu và tín hiệu phản xạ từ mục tiêu khác nhau, tùy vào khoảng cách giữa ngòi nổ và mục tiêu. Khi tín hiệu phản xạ cùng pha, biên độ dao động sẽ tăng lên do cộng hưởng và dòng điện trong bộ thu tín hiệu cũng tăng lên. Nhưng khi tín hiệu phản xạ khác pha, thì biên độ sóng tổng hợp sẽ bị giảm đi, dẫn đến cường độ dòng điện trong bộ thu cũng giảm xuống. Do đó mối quan hệ giữa pha tín hiệu phát đi và tín hiệu thu gây ra rắc rối đối với việc xác định biên độ sóng tín hiệu phản xạ vốn rất nhỏ.
Vấn đề này đã được giải quyết bằng cách tận dụng sự thay đổi tần số của tín hiệu phản xạ. Khoảng cách giữa đạn pháo và mục tiêu không cố định mà thay đổi liên tục do tốc độ cao của đạn pháo và chuyển động của mục tiêu. Khi khoảng cách giữa đạn pháo và mục tiêu thay đổi đột ngột, pha của tín hiệu cũng sẽ thay đổi. 2 tín hiệu sẽ cùng pha và khác pha ngay sau vài trăm micro giây. Kết quả là phách nhịp tần số tương đương với sự chênh lệch về vận tốc. Theo góc nhìn khác, tần số tín hiệu phản xạ thu được đã bị dịch chuyển doppler so với tần số của bộ phát sóng, do chuyển động tương đối giữa đạn/ngòi nổ và mục tiêu. Do đó, một tín hiệu tần số thấp, tương ứng với sự chênh lệch tần số giữa bộ tạo dao động và tín hiệu thu được, được phát triển ở đầu cuối tấm của bộ dao động. Hai trong số bốn ống chân không trong ngòi nổ VT sẽ được sử dụng để phát hiện, lọc, và khuếch đại tín hiệu tần số thấp này. Chú ý là biên độ của sóng "nhịp" tần số thấp này tương ứng với biên độ của sóng phản xạ từ mục tiêu. Nếu như tần số tín hiệu "nhịp" được khuếch đại đủ lớn, tức là lúc đầu đạn ở vật thể gần nhất, thì nó sẽ kích nổ ống chân không thứ 4 – một ống thyratron chứa đầy khí. Khi được kích hoạt, ống thyratron sẽ sản sinh ra một dòng điện lớn để kích nổ đầu đạn.
Để có thể trang bị trên đạn pháo, vốn chịu gia tốc mà lực quán tính lớn, ngòi nổ được thiết kế bao gồm những điện cực phẳng và được đặt trong sáp và dầu để cân bằng ứng suất.

### Thử nghiệm
Đạn pháo phòng không ngòi nổ cận đích được thử nghiệm tại Căn cứ không quân Kirtland, New Mexico với 50.000 viên đạn pháo được thử nghiệm từ năm 1942 đến 1945. Các thử nghiệm cũng diễn ra tại trường bắn Aberdeen, Maryland.
Đối với Hải quân Mỹ, việc phát triển và chế tạo được giao cho công ty Wurlitzer, với nhà máy đặt tại Bắc Tonawanda, New York.

### Sản xuất
Việc chế tạo ống chân không được giao cho General Electric tại nhà máy ở Cleveland, Ohio, trước đây chuyên sản xuất đèn cây thông Noel. Ngòi nổ được lắp rạp hoàn thiện tại cơ sở của General Electric tại Schenectady, New York và Bridgeport, Connecticut. Sau khi đã qua kiểm tra, các ngòi nổ từ dây chuyền sản xuất sẽ được vận chuyển đến Viện tiêu chuẩn quốc gia, nơi chúng được thử nghiệm trong phòng thí nghiệm Control Testing Laboratory. Những thử nghiệm bao gồm thử nghiệm trong nhiệt độ cực cao và cực thấp, thử nghiệm trong môi trường độ ẩm cao, và thử nghiệm độ bền.
Đến năm 1944, ngành công nghiệp điện tử của Mỹ đã dành phần lớn cho việc tập trung sản xuất ngòi nổ cận đích. Hợp đồng chế tạo tăng từ 60 triệu $ năm 1942, lên 200 triệu $ năm 1943, 300 triệu $ năm 1944 và cao nhất là 450 triệu $ năm 1945. Do số lượng ngòi nổ được sản xuất theo quy mô ngày càng lớn, giá thành của mỗi ngòi nổ đã giảm dần, từ 732 $ năm 1942 còn 18 $ vào năm 1945. Điều này giúp cho quân đội Mỹ có khả năng mua 22 triệu ngòi nổ/ mỗi tỉ đô la bỏ ra (14,6 tỉ đô la thời giá năm 2021). Những công ty cung cấp ngòi nổ chính bao gồm Crosley, RCA, Eastman Kodak, McQuay-Norris và Sylvania.  Ngoài ra có hơn 2.000 nhà cung cấp khác nhau. Đây cũng là lần đầu tiên trong lịch sử mạch in được ứng dụng đưa vào sản xuất quy mô lớn.

### Triển khai
Vannevar Bush, người đứng đầu Phòng nghiên cứu và phát triển khoa học - Office of Scientific Research and Development (OSRD), đã nhấn mạnh vai trò của ngòi nổ cận đích.
- Ngòi nổ cận đích rất quan trọng trong việc phòng thủ trước các đợt tấn công của Kamikaze trên biển Thái Bình Dương. Các đám mây mảnh đạn tạo ra từ việc kích nổ gần mục tiêu đã làm tăng sự hiệu quả của đạn pháo phòng không 127ly.[46]
- Vai trò rất lớn của radar khi giúp các khẩu đội pháo phòng không vô hiệu hóa bom bay V-1 tấn công vào Anh.[46]
- Ngòi nổ cận đích được sử dụng tại Châu Âu từ trận Bulge, tại đây đạn pháo trang bị ngòi nổ cận đích tỏ ra rất hữu hiệu trong việc tấn công đội hình bộ binh Đức, và đã làm thay đổi chiển thuật trong tác chiến bộ binh.

Loại ngòi nổ cận đích mới chỉ được sử dụng khi chắc chắn nó không thể rơi vào tay quân Đức. Đạn pháo trang bị loại ngòi nổ này được sử dụng ở trên các chiến trường Nam Thái Bình Dương vào năm 1944.
Lầu năm góc từ chối cho phép quân đội Đồng minh sử dụng loại ngòi nổ mới trên pháo mặt đất, mặc dù Hải quân Hoa Kỳ đã bắn đạn pháo phòng không ngòi nổ cận đíchtrong cuộc xâm lược Sicily vào tháng 7 năm 1943. Trong trận đánh Bulge tướng Dwight D. Eisenhower đã được sử dụng khoảng 200.000 đạn pháo với ngòi nổ VT (tên mã "POZIT") tháng 12 năm 1944. Chúng đã đem lại cho pháo binh Đồng minh một lợi thế lớn, cho phép đạn nổ trước khi chạm đất. Tướng Mỹ George S. Patton đánh giá ngòi nổ cận đính đã giúp giải phóng Liège và làm thay đổi chiến thuật sử dụng bộ binh.
Bom và rocket trang bị ngòi nổ cận đích được sử dụng hạn chế bởi cả Không quân và Hải quân Mỹ.  Mục tiêu chính của những quả bom này là các sân bay và khẩu đội pháo phòng không của đối phương.

## Các loại ngòi nổ cận đích

### Radio (ngòi nổ VT)
Ngòi nổ cận đích cảm biến radio thường được sử dụng trên các loại đạn pháo.

### Ngòi nổ quang học
Cảm biến quang học được phát triển vào năm 1935, sử dụng petoscope. Ngòi nổ dạng này được trang bị trên bom hàng không, theo đó, một tế bào quang điện sẽ thu nhận ánh sáng từ thấu kính hình xuyến, nếu có sự thay đổi về cường độ dòng điện trong tế bào quang điện thì sẽ kích nổ bom.
Một số tên lửa không đối không hiện đại như ASRAAM và AA-12 Adder sử dụng laser để kích nổ đầu đạn. chiếu chùm ánh sáng laser hẹp vuông góc với đường bay của tên lửa. Khi tên lửa còn cách xa mục tiêu, tia laser chỉ đơn giản là chiếu ra ngoài không gian. Khi tên lửa bay qua mục tiêu, tia laser sẽ phản xạ từ mục tiêu và tên lửa sẽ phát hiện được tia phản xạ này và kích nổ đầu đạn.

### Sóng âm
Ngòi nổ bằng sóng âm lợi dụng sóng âm được phát ra từ mục tiêu như động cơ máy bay hoặc chân vịt tàu thủy. Việc kích nổ đạn có thể thông qua một mạch điện tử được kết hợp với microphone, hoặc hydrophone, hoặc bằng cơ học thông qua lưỡi gà rung cộng hưởng kết nối với màng lọc âm.
Trong chiến tranh thế giới 2, người Đức đã phát triển ít nhất 5 mẫu thiết kế ngòi nổ sóng âm để phòng không, nhưng không loại nào được đưa vào sử dụng thực tế. Thiết kế tốt nhất mà người Đức có là ngòi nổ Kranich của Rheinmetall-Borsig (nghĩa là Sếu trong tiếng Đức), với độ nhạy âm có tần số từ 140 đến 500 Hz. Các loại tên lửa có điều khiển Schmetterling, Enzian, Rheintochter và X4 đều được thiết kế để sử dụng ngòi nổ âm thanh Kranich.
Trong WW2, National Defense Research Committee (NDRC) đã tìm hiểu khả năng ứng dụng ngòi nổ cận đích âm thanh cho vũ khí phòng không. Những nghiên cứu của NDRC nhấn mạnh rằng tốc độ âm thanh là rào cản chính đối với việc thiết kế và ứng dụng ngòi nổ âm thanh, đặc biệt là với tên lửa và máy bay tốc độ cao.

### Ngòi nổ cận đích từ trường

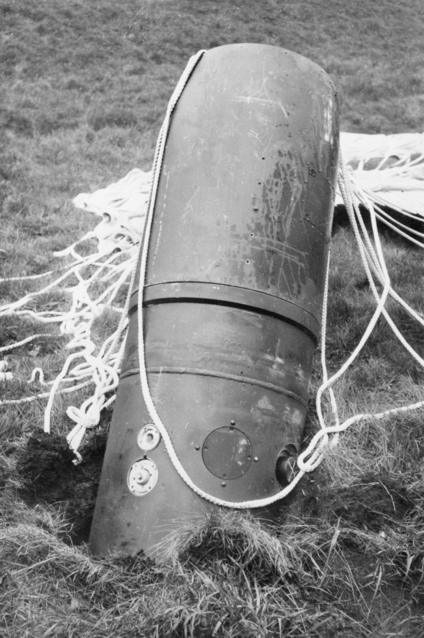
Một quả mìn từ trường của Đức đã rơi lạc trên đất liền thay vì rơi xuống biển.

## Gallery

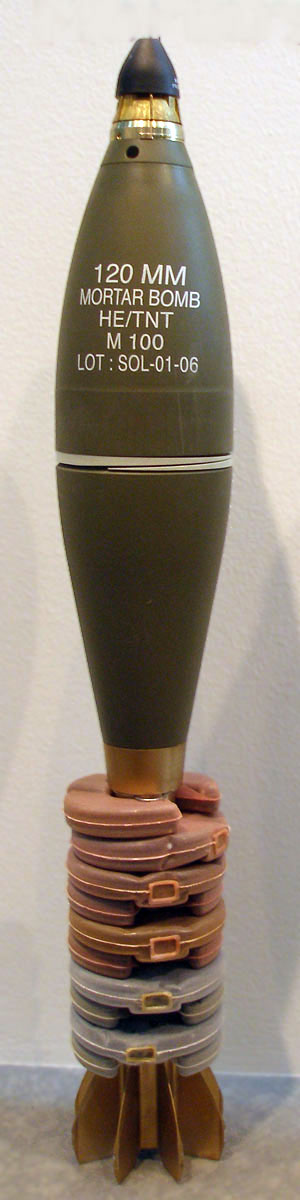
Đạn pháo cối 120mm thuốc nổ mạnh trang bị ngòi nổ cận đích.
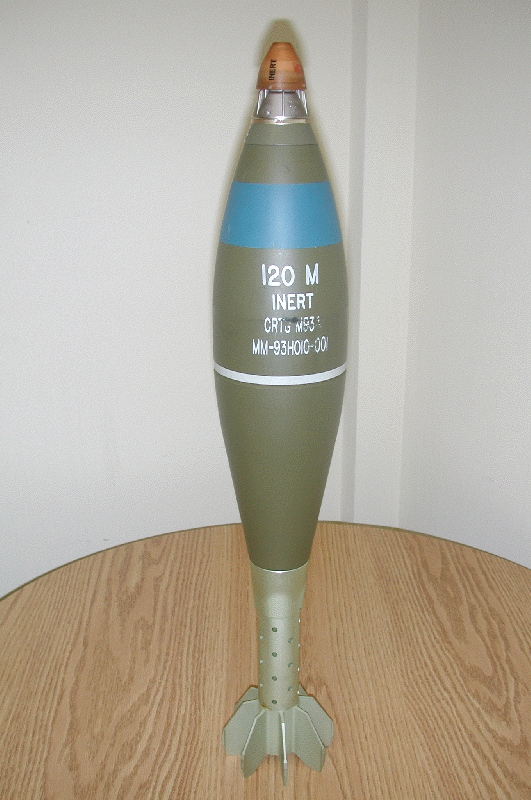
Đận pháo cối 120mm thuốc nổ mạnh trang bị ngòi nổ cận đích M734.
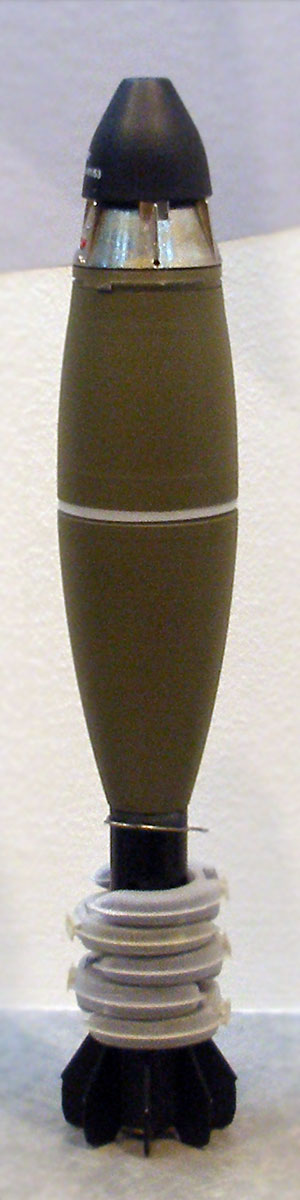
Đạn cối 60mm thuốc nổ mạnh với ngòi nổ cận đích
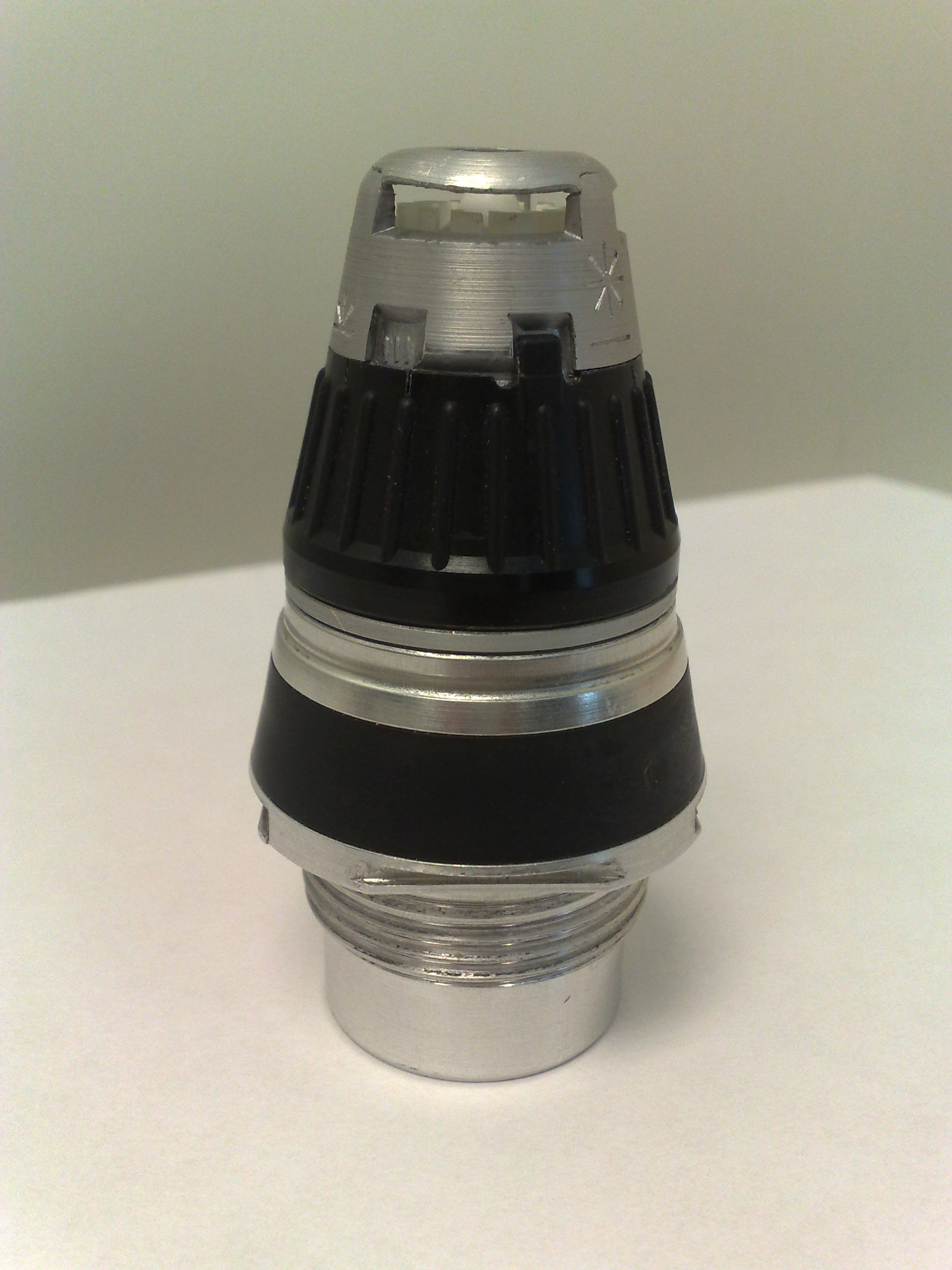
Ngòi nổ lắp trên pháo 155 ly với tùy chọn nổ chạm/cận đích (đang đặt ở chế độ nổ cận đích).

## Link ngoài
- Battleship New Jersey, Developing the Proximity Fuse via YouTube
- 1945 newsreel explaining how it works
- Naval Historical Centre - Radio Proximity (VT) Fuzes tại Library of Congress Web Archives (lưu trữ ngày 4 tháng 7 năm 2014)
- The Radio Proximity Fuze - A survey Southwest Museum of Engineering,Communications and Computation
- Proximity Fuze History Southwest Museum of Engineering,Communications and Computation
- The Proximity (Variable-Time) Fuze - The Pacific War: The U.S. Navy
- The Johns Hopkins University Applied Physics Laboratory